# Possessions (série télévisée)
Pour les articles homonymes, voir Possession.
Possessions est une mini-série franco-israélienne en six épisodes de 52 minutes, réalisée par Thomas Vincent et diffusée du 2 au 16 novembre 2020 sur Canal+,.

## Synopsis
En Israël, une jeune Française, Nathalie, est accusée d'avoir tué son mari le jour de son mariage.

## Distribution
- Nadia Tereszkiewicz : Nathalie
- Reda Kateb : Karim
- Ariane Ascaride :	Louisa
- Judith Chemla : Johanna
- Tchéky Karyo : Joël
- Corentin Fila : Alex
- Noa Koler : Esti
- Shadi Mar'i : Salim
- Aloïse Sauvage : Jessica
- Dominique Valadié : Rosa
- Tzahi Grad : Rafi
- Roy Nik : Shai
- Vassili Schneider : Eli

## Production

### Fiche technique
- Réalisation : Thomas Vincent
- Scénario : Shachar Magen (he), Valérie Zenatti
- Musique : Philippe Deshaies, Lionel Flairs, Benoit Rault
- Photographie : Yaron Scharf, Yaron Shahaf
- Montage : Mike Fromentin
- Producteurs : Keren Misgav, Eilon Ratzkovsky
- Production : Haut et Court TV, Quiddity Productions

## Distinction
- Festival de la fiction TV de La Rochelle 2020 : présentation[3]